# Tipula kerkis
Tipula kerkis är en tvåvingeart som beskrevs av Günther Theischinger 1977. Tipula kerkis ingår i släktet Tipula och familjen storharkrankar. Inga underarter finns listade i Catalogue of Life.